# Perconia grisearia
Perconia grisearia là một loài bướm đêm trong họ Geometridae.